# Jana Mila
Jana Mila, artiestennaam van Jana Mila Doorten (Amsterdam, 1998), is een Nederlandse singer-songwriter. Ze kreeg bekendheid met haar single 'When Times Get Rough', die ze schreef op 16-jarige leeftijd. Het nummer heeft al meer dan 2 miljoen streams op streamingdienst Spotify. In mei 2016 stond ze in de top 100 van Giels talentenjacht en in juli won ze Amsterdamse 'Rozentuinfestival’. Later won ze de Amsterdamse popsongcompetitie 'Mooie Noten' in 2017. De zangeres staat sinds 2020 ingeschreven bij de platenmaatschappij 'Spark Records' van zangeres Ilse DeLange.

## Biografie
Doorten is geboren en getogen in Amsterdam. Op jonge leeftijd begon Doorten met zingen en het spelen van gitaar. Geïnspireerd door Johnny Cash en Simon & Garfunkel, begon ze als tiener liedjes te schrijven. Op 16-jarige leeftijd schreef zij haar eerste single ‘When Times Get Rough’ en op 19-jarige leeftijd stond ze haar nummers op te nemen in een studio. Voordat zij de pongsongcompetitie ‘Mooie Noten’ won, speelde Doorten op verscheidende festivals in omgeving Amsterdam.
Ze studeerde aan de havo aan de montessorischool IVKO. Van 2017 tot 2019 volgde zij lessen aan de Herman Brood Academie. In 2019 startte Doorten haar opleiding Popmuziek aan het Conservatorium van Amsterdam, deze rondde zij in 2023 af.
Vanaf juni 2020 stond de zangeres getekend bij de platenmaatschappij 'Spark Records' van Ilse Delange. Sindsdien werkt Doorten samen met artiesten zoals Will Knox, Jake Etheridge en Matthijs van Duijvenbode. Daarnaast gaf DeLange Doorten ruimte om op te treden tijdens DeLanges theatertours en deed ze mee aan het programma POP22. Dit programma leidde ertoe dat haar single 'When Times Get Rough' zijn debuut maakte op Radio Veronica bij Rob Stenders. Hierop werd ze uitgenodigd om op te treden bij de Bonanza van deze zender. Later werd de single de MAXI-single van NPO Radio 5.
Op 20 januari 2024 maakte Doorten bekend getekend te hebben bij het Amerikaanse label 'New West Records'. Op 30 augustus 2024 kwam haar debuutalbum 'Chameleon'. Deze werd oorspronkelijk uitgebracht in Nashville waarna direct de release volgde op het Nederlandse Label 'Spark Records'. Van het album werden de singles Somebody New en I Wasn't Gonna TopSong bij NPO Radio 2.
- MusicBrainz: f5bb5d1e-0171-42c1-a7fa-1097f3b22504